# Melanie Behringer
Melanie Behringer (Lörrach, 1985. november 18. –) német női válogatott labdarúgó. Hazája színeiben olimpiai- és világbajnoki aranyérmet, valamint két alkalommal Európa-bajnoki címet szerzett.

## Pályafutása

### A válogatottban
A német válogatottal részt vett a 2007-es, a 2011-es és a 2015-ös világbajnokságon, ahol a 2007-es kínai rendezésű tornán világbajnok lett. Az olimpiai csapattal 2008-ban és 2016-ban bronz illetve aranyérmet szerzett, valamint megnyerte az Európa-bajnoki címet a 2009-es és a 2013-as Európa-bajnokságon.

## Sikerei

### Klubcsapatokban
Német bajnok (2):
- Bayern München (2): 2014–15, 2015–16

 Német kupagyőztes (2):
- 1. FFC Frankfurt (2): 2010–11, 2013–14

### A válogatottban
Németország
- Világbajnok (1): 2007
- Olimpiai aranyérmes (1): 2016
- Olimpiai bronzérmes (1): 2008
- Európa-bajnok (2): 2009, 2013
- U19-es világbajnok (1): 2004
- U19-es Európa-bajnoki ezüstérmes (1): 2004
- Algarve-kupa győztes (3): 2006, 2012, 2014

### Egyéni
Ezüst Babérlevél-díj: 2016